# Le Capitaine de Köpenick
Pour plus de détails, voir Fiche technique et Distribution.
Le Capitaine de Köpenick (Der Hauptmann von Köpenick) est un film allemand réalisé par Helmut Käutner, sorti en 1956.

## Synopsis
En 1906, Wilhelm Voigt, un imposteur allemand, se fait passer pour un officier prussien célèbre sous le nom de capitaine de Köpenick.

## Fiche technique
- Titre : Le Capitaine de Köpenick
- Titre original : Der Hauptmann von Köpenick
- Réalisation : Helmut Käutner
- Scénario : Helmut Käutner et Carl Zuckmayer d'après sa pièce
- Production : Gyula Trebitsch
- Musique : Bernhard Eichhorn
- Photographie : Albert Benitz
- Pays d'origine : Allemagne
- Format : Couleurs
- Genre : Comédie dramatique
- Durée : 93 minutes
- Date de sortie : 1956

## Distribution
- Heinz Rühmann : Wilhelm Voigt
- Martin Held : Dr. Obermüller
- Hannelore Schroth : Mathilde Obermüller
- Willy A. Kleinau : Friedrich Hoprecht
- Leonard Steckel : Adolph Wormser
- Friedrich Domin : Directeur de la prison